# قط بورمي

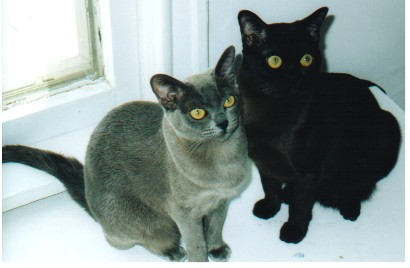

قط بورمي (بالإنجليزية: Burmese) (بالتايلندية: ศุภลักษณ์) من الثابت علمياً أن القط البورمي قط أمريكي، تعود أصوله إلى ماليزيا وقد هجنه الدكتور جوزيف طومسون في الثلاثينات من قطة أنثى من نوع «وونج ماو» Wong Mau، استُجْلِبت إلى الساحل الأمريكي الغربي.